# 拉胡維季拜特
拉胡維季拜特（阿拉伯语：‎），是阿爾及利亞的城鎮，位於該國東北部泰貝薩省，由馬艾卜耶德區負責管轄，面積286平方公里，2008年人口4,771，人口密度每平方公里17人。